# Річка Янчур (заказник)
Рі́чка Я́нчур — ландшафтний заказник місцевого значення. До заказника належить нижня ділянка течії річки Янчур (від села Першотравневе до гирла) та північні схили балки Скотоватої, яка є правою притокою.
Площа заказника — 978,4 га, створений у 2010 році.
Заказник зберігає степові, лучні, водно-болотяні та річищні екосистеми. Трапляються деревно-чагарникові зарості у заплаві річки та на схилах корінного берега, маслинкові рідколісся.